# 马修·缪尔
马修·缪尔（Matthew Moncrieff Pattison Muir，1848年—1931年）是一位英国化学家和作家。 他在剑桥冈维尔和凯斯学院教授化学，并担任该学院凯斯实验室的负责人。 尽管缪尔发表了一些关于铋化合物的研究，但他因编写教材和科学史著作而闻名。